# Sylvio de Barros
Sylvio Alves de Barros Netto (São Paulo, 21 de fevereiro de 1967 – Joanópolis, S.P., 27 de maio de 2024) foi um investidor, empresário e empreendedor da internet e investidor anjo em negócios de tecnologia no Brasil e EUA. Formou-se em administração de empresas em 1990 pela Fundação Armando Alvares Penteado. Depois de trabalhar como executivo nas áreas de marketing, treinamento e vendas da General Motors e nos grupos automotivos de varejo Marcco 23 e Mappin Automotivo (Chevrolet e Volkswagen) entre 1989 e 1995, fundou em conjunto com sócios as empresas Webmotors (1995), Minha Vida (2006), iCarros (2007), Arkpad (2010), Magnopus (2014) e zFlow (2016), e investiu nas empresas Dieta e Saúde (2006), Blue Telecom (2010) e Warehouse (2012). Foi embaixador da Singularity University no Brasil de 2012 a 2013 e membro do YPO desde 2010.
Era filho de Sylvio Alves de Barros Filho, Diretor Titular da FIESP, e casado com Vanessa Raiter José de Barros, com quem teve dois filhos: André Alves de Barros e Stella Alves de Barros.

## Empreendedor

### Webmotors
A ideia da Webmotors surgiu em 1995 quando Sylvio de Barros trabalhava no treinamento de vendas da General Motors do Brasil e o mercado brasileiro de automóveis abria-se à mais de 40 marcas de montadoras inéditas, até então restrito à 5 opções. A internet que debutava no cenário nacional parecia o cenário perfeito para o 1o catálogo automobilístico brasileiro - primeira definição da Webmotors. Para a concepção do negócio, os primeiros sócios além de Sylvio foram o empreendedor Marcelo Zamprogna Krug e a Team Systems (de Carlos Roberto Campante, Carlos Campante Filho, Luigi Botto e Gilson Soares), uma das primeiras desenvolvedoras de soluções para internet no Brasil. Pouco depois juntaram-se ao time de sócios os empreendedores Danton Velloso e Helder Carlos Sanches Siqueira. Em 1999 e início de 2000, entraram a GP Investimentos e Chase Capital Partners, e permaneceram Sylvio, Marcelo, Helder e Danton. Em fevereiro de 2002 o ABN Amro Real (atualmente Banco Santander) por intermédio da Aymoré, sua divisão de financiamentos de veículos fez aquisição de 100% da empresa.

### Minha Vida
Em 2006, Sylvio de Barros fundou em conjunto com os empreendedores Daniel Wjunisky (CEO) e Fernando Ortenblad o Minha Vida, que passou a incorporar também o Dieta e Saúde. A ideia foi gerada a partir da premissa de levar ao mercado de saúde e bem estar o mesmo conceito da Webmotors de abrangência, transparência e neutralidade de informações, para empoderar o consumidor no processo de decisão. Em 2011 a Intel Capital e a Endeavor Catalyst tornaram-se sócios da empresa. No início de 2016 o Webedia adquiriu o site Minha Vida.

### iCarros
Em Setembro de 2007, 5 anos após a venda da Webmotors, conforme regras de não competição acordadas, Sylvio de Barros comprou em conjunto com Fernando Ortenblad, Daniel Wjunisky, Helder Siqueira e o Banco Itaú Unibanco, o iCarros. A empresa foi fundada em 2001 por Fúlvio Kaminski Massaro, Caetano Vendrami Neto e Mauricio Simões do Grupo Abolição e usava a marca Carros.

### Arkpad
Em Outubro de 2010, Sylvio de Barros fundou em conjunto com o arquiteto Paulo Henrique Salomão (Kiko Salomão) o Arkpad. A ideia era levar o mesmo conceito do Webmotors e iCarros para o segmento de arquitetura e decoração a partir de um gigantesco e atualizado banco de dados de referências, mantido durante 15 anos de carreira do arquiteto. Em 2012 entrou como sócio o advogado Luis Arthur Caselli Guimarães e em 2014 entrou na sociedade a Barn Investimentos. Em 2016 o Grupo Abril anunciou um investimento na empresa.

### Magnopus
Em 2013, Sylvio de Barros fundou em conjunto com os empreendedores Marcelo Pavão Lacerda, Marcelo Peano, Rodrigo Teixeira, o advogado Antonio Carlos Rodrigues do Amaral, e os americanos ganhadores de oscars Ben Grossmann e Alex Henning, a empresa de criação de efeitos especiais em Los Angeles, nos EUA.

### zFlow
Em Dezembro de 2016, Sylvio Alves de Barros Netto fundou em conjunto com Fernando Ortenblad e Caetano Vendrami a Zflow, empresa dedicada a construir uma plataforma global para o varejo digital de veículos.

## Investidor

### Dieta e Saúde
Em 2006 Sylvio de Barros investiu no Dieta e Saúde, fundado pelos empreendedores Daniel Wjunisky e Fernando Ortenblad - antigos executivos da Webmotors - e Roberto Lifschitz.

### Blue Telecom
Em 2010, Sylvio de Barros investiu na Blue Telecom em conjunto com os sócios Marcelo Pavão Lacerda, Silvia Nora Berno de Jesus, Sérgio Cristóvão Pretto, Innova Capital S.A., Jefferson Caleffi, Madureira Participações Ltda., Jorge Eduardo Heck, Pedro Pullen Parente, Carlos Eduardo Bolcato Custódio, Quinto RS Investimentos Ltda., Leandro Salatti dos Santos, Paulo Roberto Porto Castro, Giselle Padoin Custodio, Alceu Alves Passos, Lúcia Fernandez Hauptmann, Jacques Kaiser, Gelson Becker e Márcio Kaiser.

### Warehouse
Em 2012, em conjunto com Marcelo Peano e Marcelo Pavão Lacerda, Sylvio de Barros investiu na gestora Warehouse, fundada por Pedro Sirotsky Melzer e Moisés Herszenhorn, que tem em seu portfólio de empresas a Gestum, EscolherSeguro, TerraCycle do Brasil, Byogy e iFood, vendida para a Movile em 2014.

## Paixão por Esportes
A paixão pelo automobilismo fez com que Sylvio de Barros participasse profissionalmente de diversas provas, ganhando inclusive o prêmio capacete de ouro da Revista Racing nos anos de 2011 e 2012.
- Rally dos Sertões: 8 edições de moto (campeão em 1995 na categoria production), 1 edição de UTV e 2 edições de carro (2013, 2014, 2018, 2020 a 2023);[12]
- Rally Dakar: em 2007, onde se acidentou no Marrocos, 2008, cancelado por ameaça terrorista e 2017, onde foi o terceiro melhor colocado entre os estreantes;[13]
- Porsche GT3 Challenge: campeão nos anos de 2011 e 2012.[14]
- South American Rally Race (SARR)[15]: Sylvio de Barros / Ramon Sacilotti (Toyota GR Hilux DKR T1+ / R.Mattheis) foram campeões nos carros em sua primeira participação.
- Sylvio de Barros praticava também o Surf, Stand Up Paddle Surf, Ski e Snowboard.

## Morte
Morreu no dia 27 de maio de 2024 aos 57 anos, vítima de um acidente numa cachoeira enquanto estava de férias em Joanópolis, São Paulo.